# Мутнофрет
Мутнофрет (ег. Mwt nfrt «Мут прекрасна») — второстепенная жена Тутмоса I и мать Тутмоса II из XVIII династии Древнего Египта.
Основываясь на её титулах «Дочь фараона», «Сестра фараона», «Жена фараона» (Ḥmt-nswt), «Мать фараона» (Mwt-nswt) можно предположить, что она приходилась дочерью Яхмоса I и сестрой Аменхотепа I. Также она могла быть матерью другим сыновьям Тутмоса I — Уаджмоса («Рождённый Уаджит») и Рамоса («Рождённый Ра»).
Она изображена в построенном её внуком Тутмосом III храме в Дейр-эль-Бахри, на стеле в Рамессеуме, на колоссе её сына. Также найдена её статуя в молельне Уаджмоса. Это говорит, что Мутнофрет была ещё жива в правление своего сына.